# Ethyl isovalerat

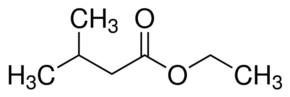

Ethyl isovalerat là một hợp chất hữu cơ và là ester được hình thành từ ethanol và acid isovaleric, các phản ứng kèm theo là: Các acid oxy hóa mạnh có thể gây ra một phản ứng mạnh mẽ, có tỏa nhiệt trên các sản phẩm phản ứng. Nhiệt cũng được tạo ra bởi sự tương tác của ester với các dung dịch caustic. Hydro dễ cháy được tạo ra bằng cách trộn ester với kim loại kiềm và hydride. Ethyl isovalerat có công thức là C7H14O2, khối lượng phân tử là 130,187 g/mol, nhiệt độ nóng chảy là -99,3 °C và nhiệt độ sôi là 131- 133 °C. Ethyl isovalerat được tìm thấy trong trái berry. Ethyl isovalerat cũng được tìm thấy trong một số loại trái cây và rau ví dụ táo, chuối, dưa, dâu, dứa, dâu tây và cần tây. Ethyl isovalerat được sử dụng trong thành phần tạo nên hương thơm trái cây. Nó đồng thời cũng là thành phần tạo hương liệu và được sử dụng rộng rãi trong việc tạo nước hoa. Hiện nay, chất này thường được tổng hợp bằng cách sử dụng lipase tráng surfactant được cố định trong các hạt nano từ. Ethyl isovalerat thuộc về họ ester béo acid. Nó là dẫn xuất của acid valeric.
Ethyl isovalerat là một chất lỏng không màu nồng mùi táo, mật độ ít dày đặc hơn nước, rất dễ cháy, ít tan trong nước và nặng hơn không khí. Ethyl isovalerat có thể gây kích ứng nhẹ cho da và mắt, hơi của nó có thể gây chóng mặt hoặc nghẹt thở.